# باب الوسطاني
باب الوسطاني يُعرف أيضًا باسم باب الظفارية و يعتبر البوابة الوحيدة الباقية من بغداد في العراق. تشتهر بموقعها القريب من ضريح عمر السهروردي ومقبرة الوردية. رُممت البوابة في القرن العشرين، ويمكن الآن رؤيتها من طريق محمد القاسم.
بعد الحرب العالمية الأولى، بدأت البوابة في استضافة العديد من المتاحف العسكرية.

## تاريخ
خلال أواخر العصر العباسي، بنى الخليفة الثامن والعشرون، المستظهر (حكم من عام 1094 إلى عام 1118)، سورًا جديدًا حول الجانب الشرقي من بغداد لحمايتها من الجيوش الغازية وغارات البدو. إلى جانب السور جاءت عدة بوابات، أمر خليفة المستظهر، الخليفة الناصر، ببنائها، بما في ذلك هذه البوابة. بني باب الوسطاني، إلى جانب باب التلسيم، كجزء من سور الخليفة المستظهر. يُعرف أيضًا باسم باب الظفرية، ويواجه البوابة الشرق وأضاف الخليفة نقشًا على البوابة لا يزال موجودًا جزئيًا حتى اليوم. خلال أواخر العصر العباسي، ارتبطت بعض الأحياء بالأسوار والبوابات نظرًا لكونها محاطة بالتحصينات لفصلها عن الحقول والأراضي الزراعية.

## الهندسة المعمارية والميزات

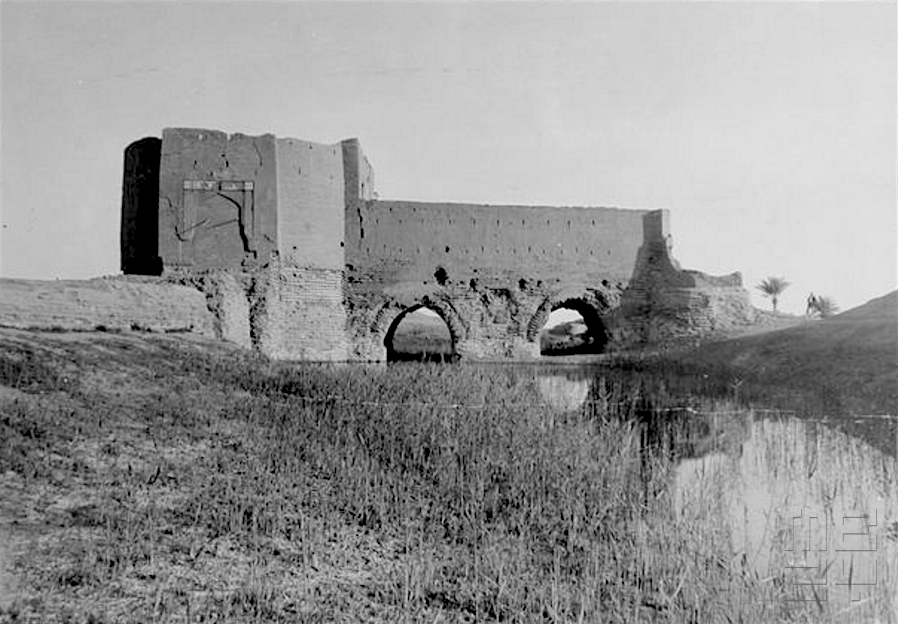
باب الوسطاني في القرن العشرين، لاحظ الأقواس فوق الخندق.

يحتوي المجمع على آخر بقايا سور شرق بغداد وآخر بوابة باقية لبغداد. كلاهما مبنيان من نفس نوع الطوب. تذكرنا البوابة ببوابات المدينة المستديرة التي بناها الخليفة المنصور لكونها مدخلًا عسكريًا منحنيًا. تقع البوابة في الجزء الخلفي من ضريح العالم الإسلامي شهاب الدين عمر السهروردي العباسي. تحتوي البوابة على برج أسطواني يبلغ ارتفاعه 14.5 مترًا مع باب ذو قوس علوي في شمال البرج.
تحتوي واجهة المدخل على زخارف ونقوش. يحتوي الجزء العلوي على شريط كتابة بأنماط هندسية وأشكال نجمية أسفله، بالإضافة إلى نقوش نباتية وزهرية على أجزاء منه. يعلو الخندق قوس وقبو يؤديان إلى مدخل المدينة. يحتوي الجزء الداخلي على غرفة على شكل مثمن تعلوها قبة داخلية. يحتوي الجزء الغربي من البرج على باب آخر يؤدي إلى قبو أوسع بكثير محاط بجدارين مستقيمين. يحتوي كلا جانبي المدخلين على نقوش صغيرة لأسود.

### الأعمال المذكورة
- Francis، Bashir Youssef (10 يوليو 2017). Encyclopedia of Cities and Sites in Iraq - Part One. E-KUTUB Ltd. ISBN:9781780582627.
- Scheiner، Jens؛ Torel، Isabel (2022). Baghdād: From Its Beginnings to the 14th Century. دار بريل للنشر. ISBN:9789004513365.